# Fort Rammekens
Fort Rammekens is een Nederlands fort bij Ritthem, bij de monding van het voormalige kanaal van Welzinge, dat toegang gaf tot de haven van Middelburg, op enkele kilometers ten oosten van Vlissingen aan de Westerschelde. Oorspronkelijk noemde men het fort ook wel Zeeburg. Tot de Franse tijd stond het fort half in de volle zee en was er bebouwing op aanwezig. Na die tijd heeft het fort veel van zijn oorspronkelijke allure verloren. 
Voorafgaand aan het fort heeft er een middeleeuws kasteel Rammekens gestaan. 

## Geschiedenis

### Kasteel
De oudste vermelding van het middeleeuwse kasteel Rammekens dateert waarschijnlijk uit 1357: toen werd gemeld dat Floris van Borsele, burggraaf van Zeeland, het kasteel 'Zeeburg' moest onderhouden. Graaf Albrecht van Beieren was degene die hem hiertoe opdracht gaf en dat zou er op wijzen dat het oorspronkelijk een grafelijk kasteel was. Het kasteel lag aan een vaarroute en werd dan waarschijnlijk gebruikt om tol- of ankergeld te heffen.
Door dijkvallen raakten delen van het gebied bij Ritthem in de 15e eeuw overstroomd. In 1459 belegde de magistraat van Middelburg nog een speciale vergadering om de problemen bij Rammekens te bespreken en twee jaar later werd er een inlaagdijk aangelegd. In 1460 was Karel de Stoute nog te gast geweest op het kasteel tijdens zijn inspectiereis door Zeeland.
In 1472 werd Adriaan van de Nieuwenwerve genoemd die als heer van Rammekens op het kasteel woonde. Ondanks nieuwe problemen met stormvloeden bleef het kasteel staan. Schepen die op de rede voor anker gingen, moesten begin 16e eeuw nog ankergeld betalen aan het kasteel. Wanneer het kasteel is verdwenen en waarom, is overigens onbekend. De laatste melding van het slot dateert uit 1547, toen er bij de bouw van Fort Rammekens funderingen van het oude kasteel weggegraven moesten worden.

### Baai
In 1496 werd Rammekens genoemd als een baai waar schepen afmeerden. Johanna van Castilië ging hier op 8 september van dat jaar aan land, op weg naar haar huwelijksceremonie in Lier, waar ze in oktober met Filips de Schone in de echt zou treden.

### Bouw van het fort
Het fort dateert uit 1547, het werd gebouwd in opdracht van Maria van Hongarije die landvoogdes van de Nederlanden was. Het staat op een oude kreekrug en de belangrijkste taak was de drukke scheepvaartroutes naar Middelburg, destijds de grootste koopstad der Noordelijke Nederlanden, en Antwerpen te beschermen en te controleren. Op deze plek - het "Vlacke" genaamd - begon de toegang tot de vaarweg naar Middelburg en de vaargeul richting Antwerpen liep hier vlak langs de kust.
De Italiaanse ingenieur Donato de Boni di Pellizuoli was verantwoordelijk voor het ontwerp van het fort. Het werd over de toenmalige zeedijk heen gebouwd en kreeg een ruitvorm met een naar de Westerschelde gericht bastion. Dat had dikke muren waarin kanonnen konden worden opgesteld. Er werd veel natuursteen toegepast vanwege het zoute zeewater. Aan het uiteinde van beide muren lagen halfbastions waar kanonnen in de open lucht stonden opgesteld. Pas veel later, gedurende de Napoleontische periode, werden deze halfbastions overwelfd en kregen ze een aarden dekking. De muren aan de landzijde zijn gemetseld, hier is ook de ingang. De poort heeft een doorgang met bocht om te voorkomen dat vijandelijke kogels ver in het binnenterrein konden doordringen. De binnenplaats was bebouwd. Het fort had alleen aan de landzijde een slotgracht; aan de voorzijde lag de zee.

### Tachtigjarige Oorlog
Het fort had tussen 1560 en 1575 een belangrijke rol in de Tachtigjarige Oorlog, het verwisselde meerdere malen van bezetter. Op 1 maart 1567 probeerde de geuzenleider Jan van Marnix Rammekens vergeefs in handen te krijgen. Op 5 augustus 1573 kon het dan toch worden ingenomen door watergeuzen onder bevel van Charles de Boisot. Het slechts zeventig man sterke garnizoen gaf zich over na een kort gevecht. Op 8 februari 1574 werd hier de overdracht van de stad Middelburg ondertekend door Cristóbal de Mondragón en Willem van Oranje. Filips van Egmont werd er na 1580 door het Staatse leger gevangen gehouden.
Van 1585 tot 1616 was het Engels bezit. koningin Elizabeth kreeg het toen samen met Brielle, Vlissingen en Oostende in onderpand, in ruil voor een leger van vijfduizend soldaten dat de Nederlanden kwam helpen in de strijd tegen Spanje. In 1616 werd het weer aan Nederland overgedragen.

### Franse tijd
In 1787 werd op de binnenplaats van het fort een hospitaal ingericht voor zieke bemanningsleden van de schepen van de Verenigde Oostindische Compagnie (VOC) die voor de kust lagen te wachten op gunstige wind. Paulus de Wind was als arts actief op het fort en hij signaleerde twee besmettelijke ziekten, schurft en de Spaanse pokken, welke laatste beter bekend is als syfilis. Was het schip klaar voor vertrek, dan werden de zieken aan boord gebracht. Voor het hospitaal werden de barakken omgebouwd, hier kwamen 120 bedden, een keuken en een apart slaapkamer voor de artsen en hun assistenten. Het nut van het hospitaal was van korte duur want in 1810 kwam het in Franse handen.
Rammekens werd door Napoleon Bonaparte bezocht en om Zeeland te verdedigen tegen de Engelsen gaf hij opdracht het fort Rammekens te versterken. Alle gebouwen die een makkelijk doelwit waren, werden gesloopt. Daarmee kwam er dus ook een einde aan het hospitaal. Het fort werd verder gerenoveerd en vergroot, zodat het ook een aanval via het land kon weerstaan. Na de bezetting door de Fransen kwam Fort Rammekens in 1814 weer in Nederlandse handen. Het zeefort werd in 1869 als vesting opgeheven maar bleef in gebruik als kruitmagazijn.

### Herbestemming
Tijdens de Tweede Wereldoorlog (1942) werden bovenop het fort twee bunkers van het type Tobruk Regelbau 201 gebouwd. Deze bunkers maakten deel uit van Landfront Vlissingen. Ook deze objecten zijn rijksmonumenten geworden op 12 juli 2013. 
Op 7 oktober 1944 werd de dijk ten oosten van Rammekens vernield door bommenwerpers van de geallieerden. Het zeewater stroomde Walcheren binnen om de Duitsers van Walcheren verdrijven. Het inkomende zeewater vernietigde grote delen van de Franse kroonwerk. De effecten van de dijkbreuk zijn nog altijd zichtbaar aan de Rammekenskreek.
In de jaren 1960 werd het omringende schorrengebied van het Sloe ingepolderd; het Sloegebied werd een industriegebied met havens. Voor de haven werden strekdammen aangelegd waardoor het oude slikken en schorrengebied verdween. Fort Rammekens kwam daardoor verder van de zee te liggen. Sinds de jaren zestig zijn fort en omringend natuurgebied in beheer bij Staatsbosbeheer. Als oudste nog bestaande zeefort in West-Europa is het opgenomen in het register van rijksmonumenten. Vanwege de combinatie van geschiedenis en natuur werken Staatsbosbeheer en het Zeeuws maritiem muZEEum samen. Het museum regelt de ontvangst van de ruim 12.000 bezoekers die het fort per jaar aandoen.
In 2022 vierde Staatsbosbeheer het 475 jarig bestaan van het fort.

## Afbeeldingen

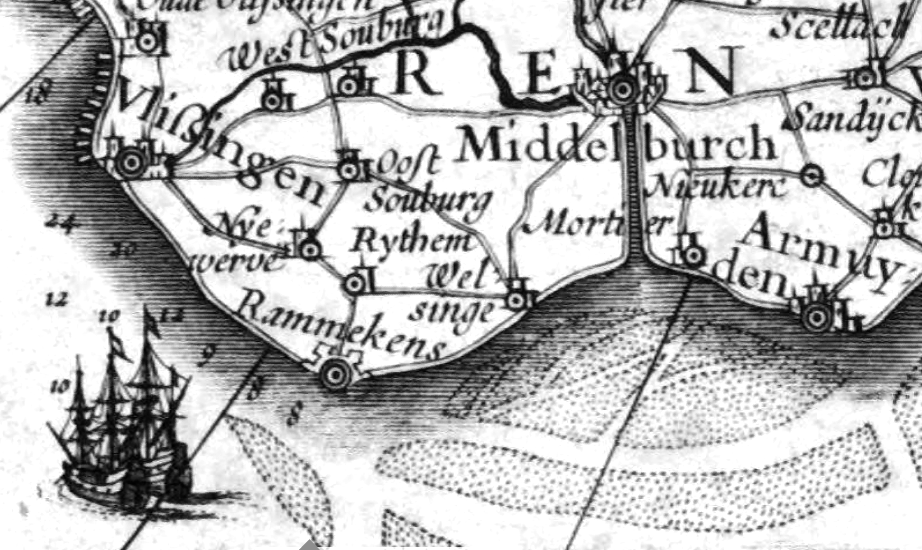
Het fort op een kaart van Nicolaes Visscher (1636)
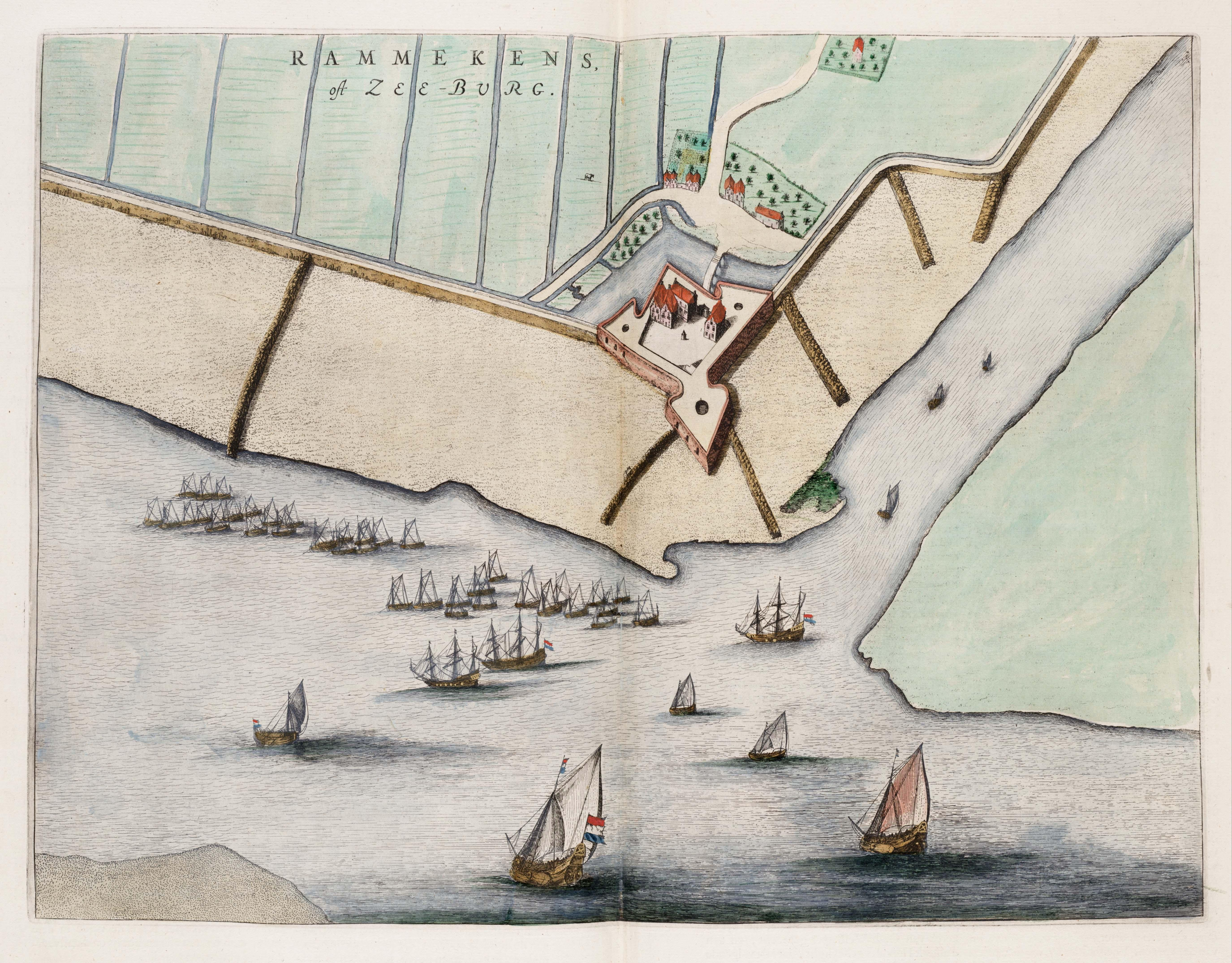
Fort Rammekens op een kaart van Blaeu (1649)
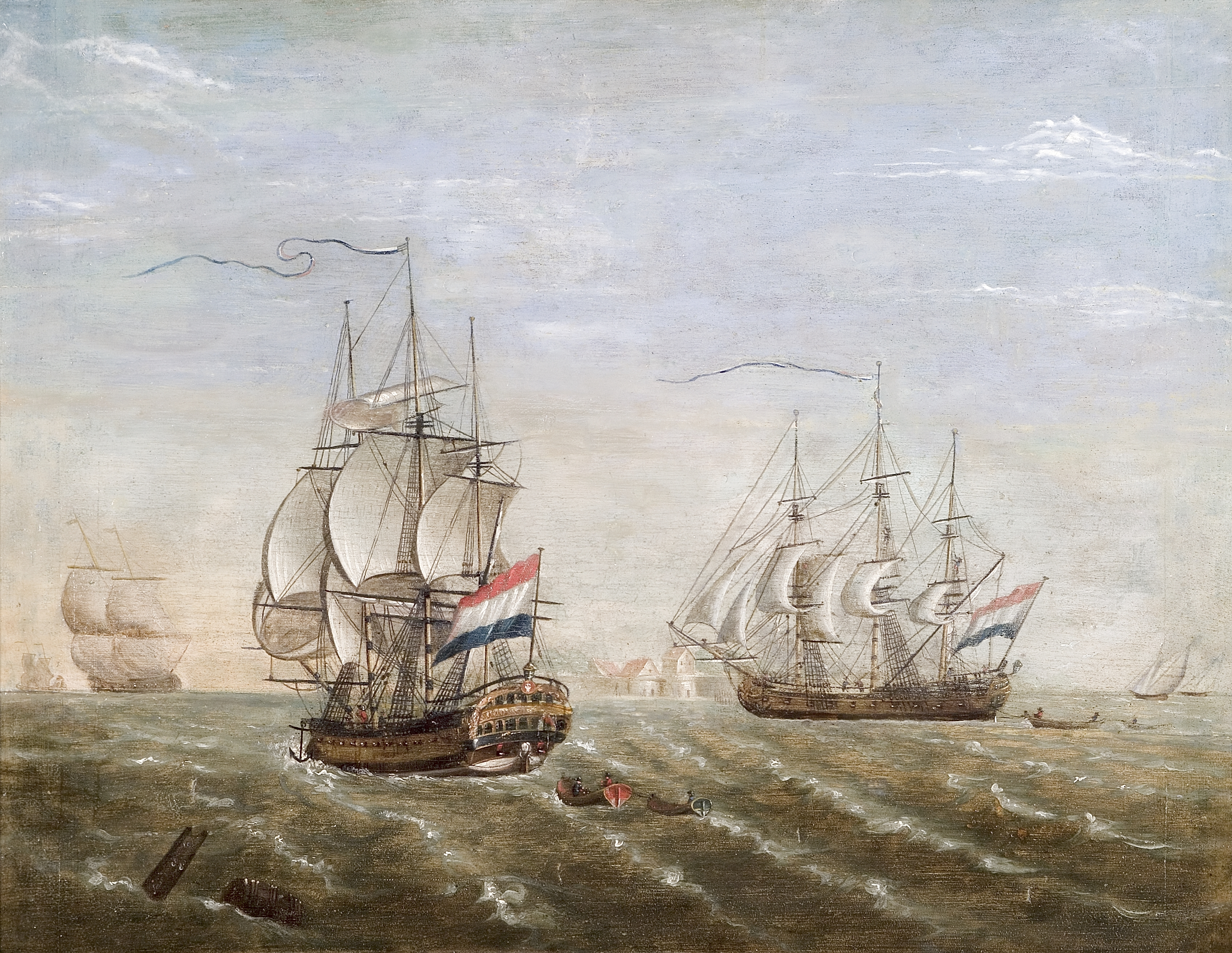
Rede van Rammekens in de achttiende eeuw
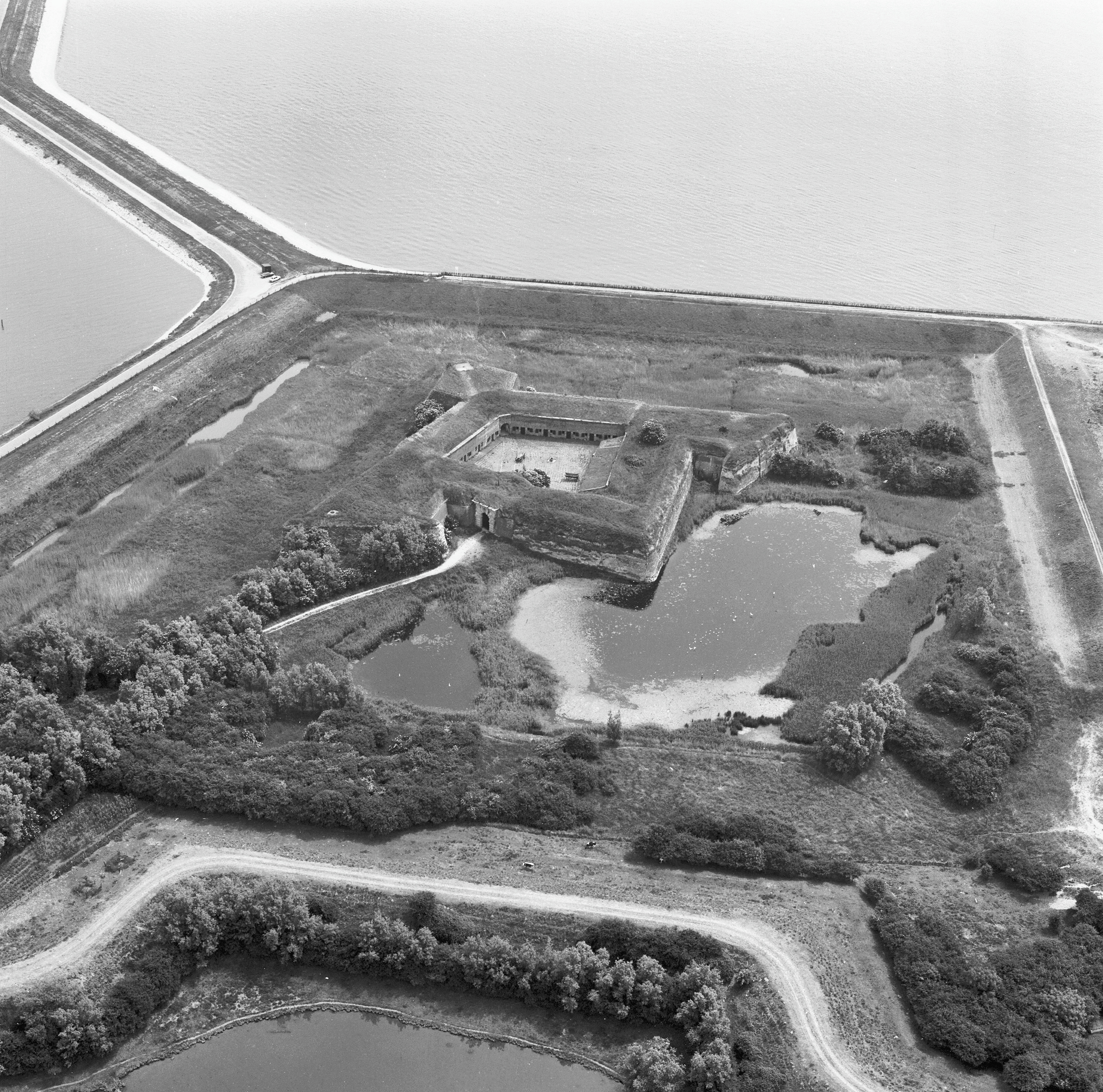
Luchtfoto (ca. 1977). De gracht tussen fort en zee is gedempt, maar deze is in 1979 weer uitgegraven.
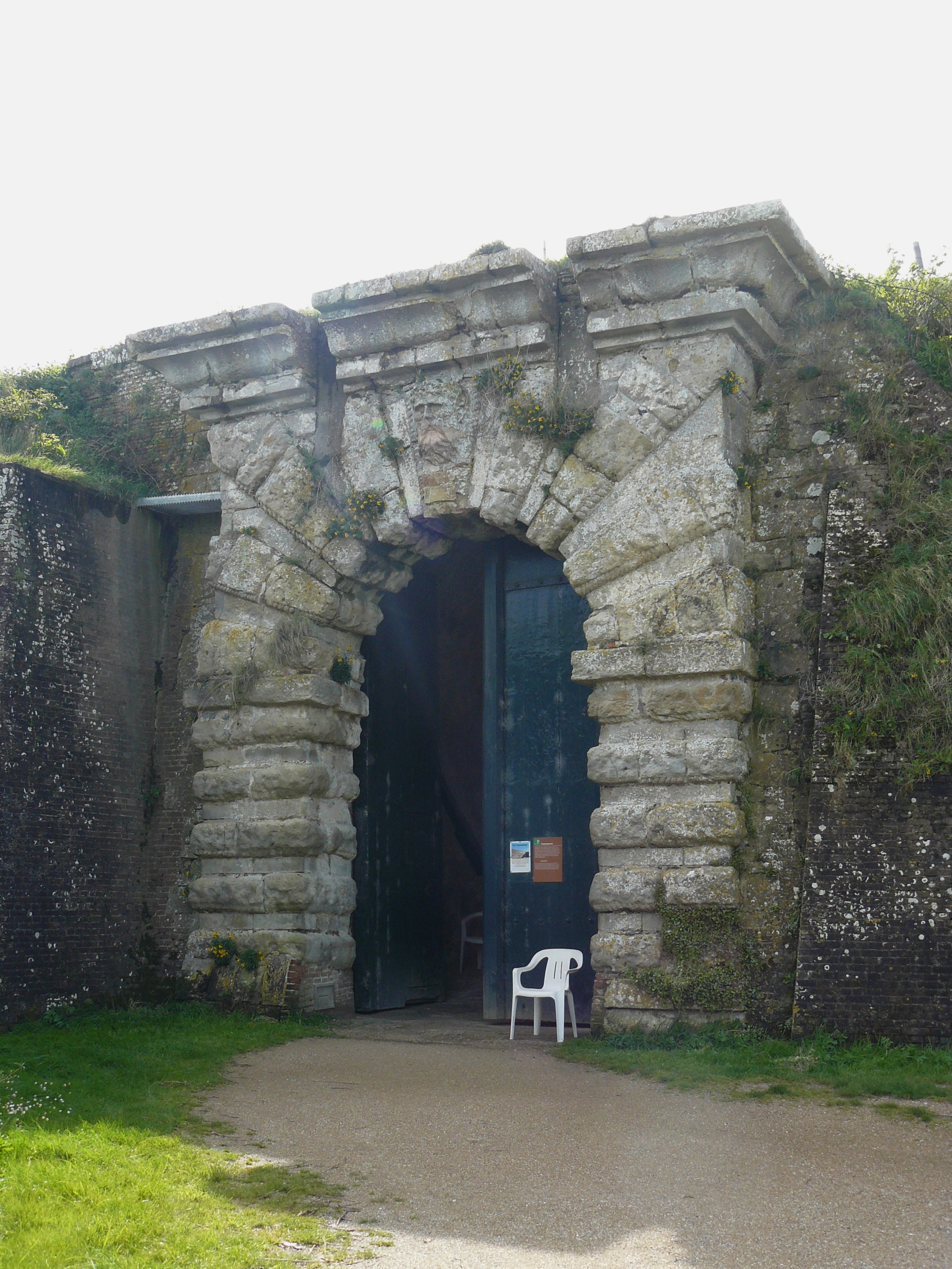
De poort
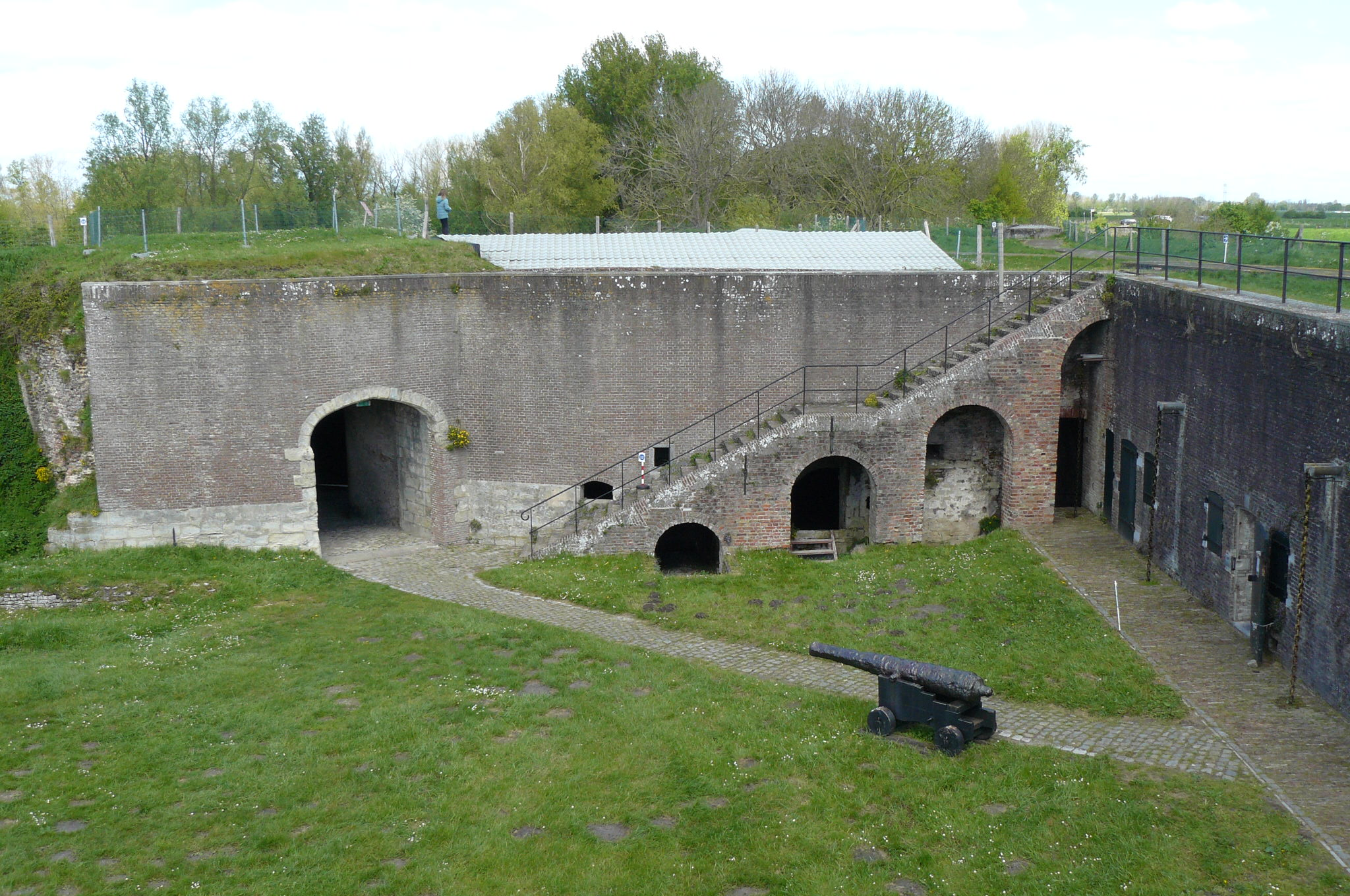
De binnenplaats met links de poortgang
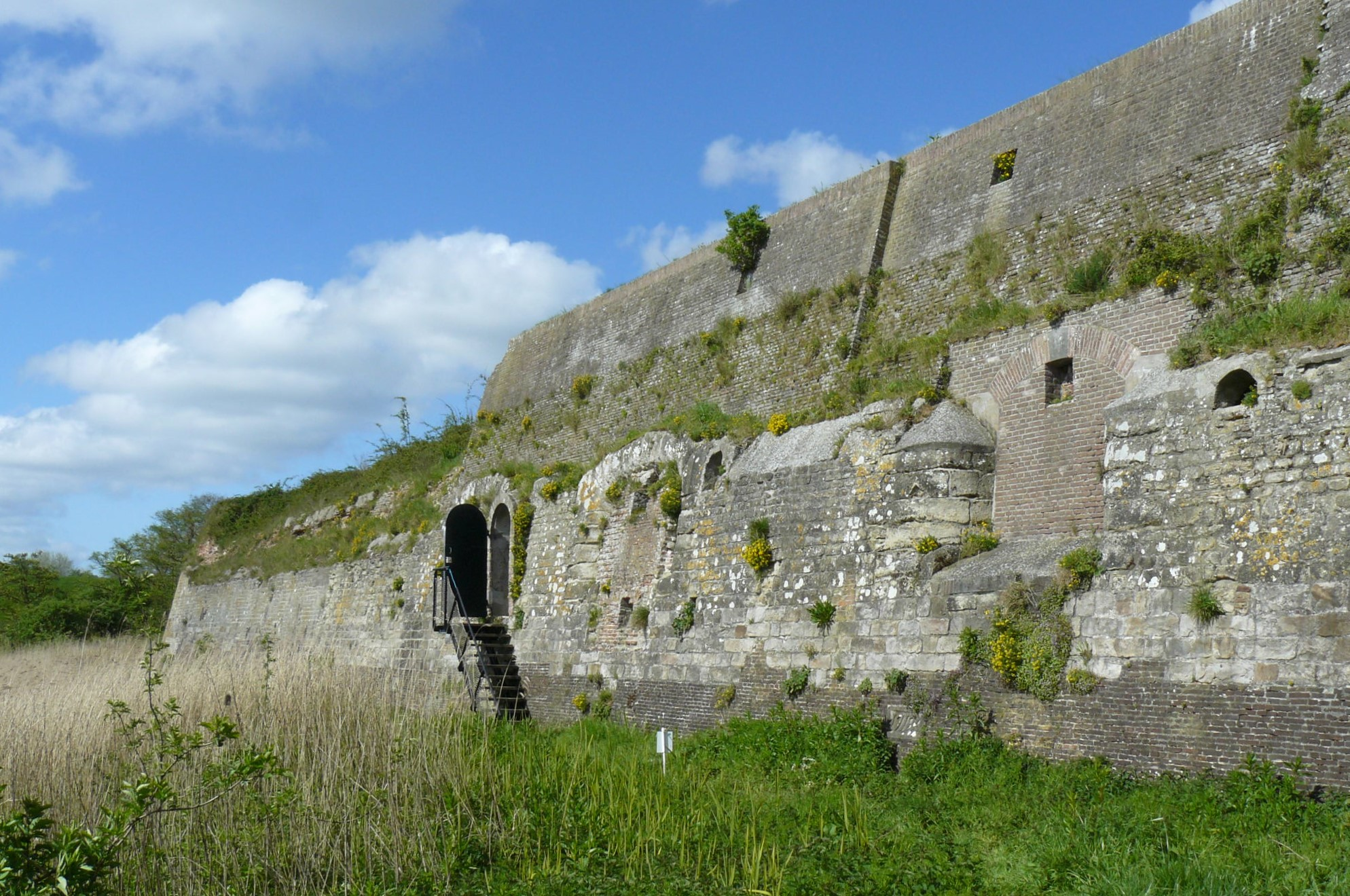
Courtine, de muur aan de zeekant
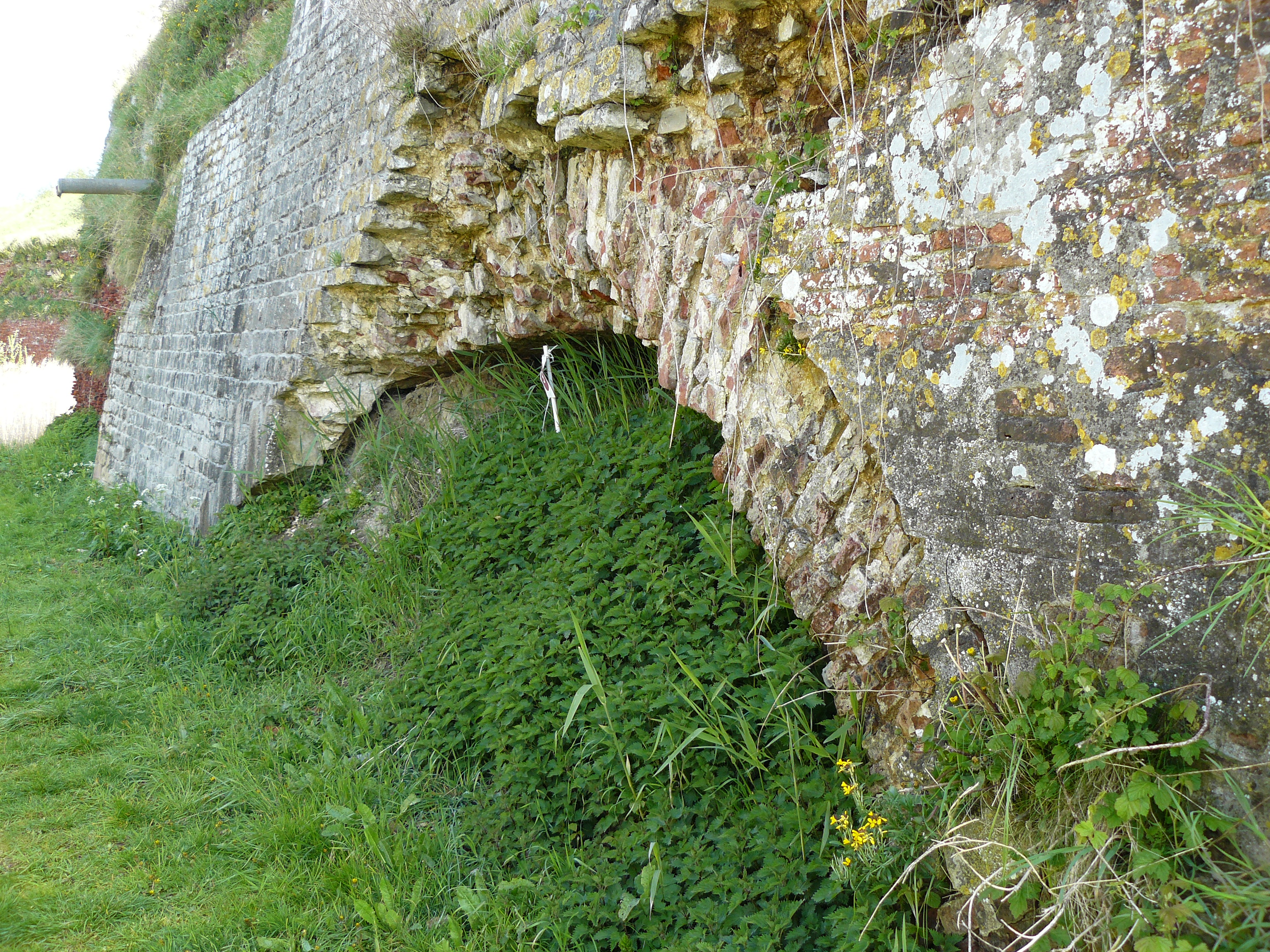
Waar de zeedijk onder het fort loopt
Interieur volbastion
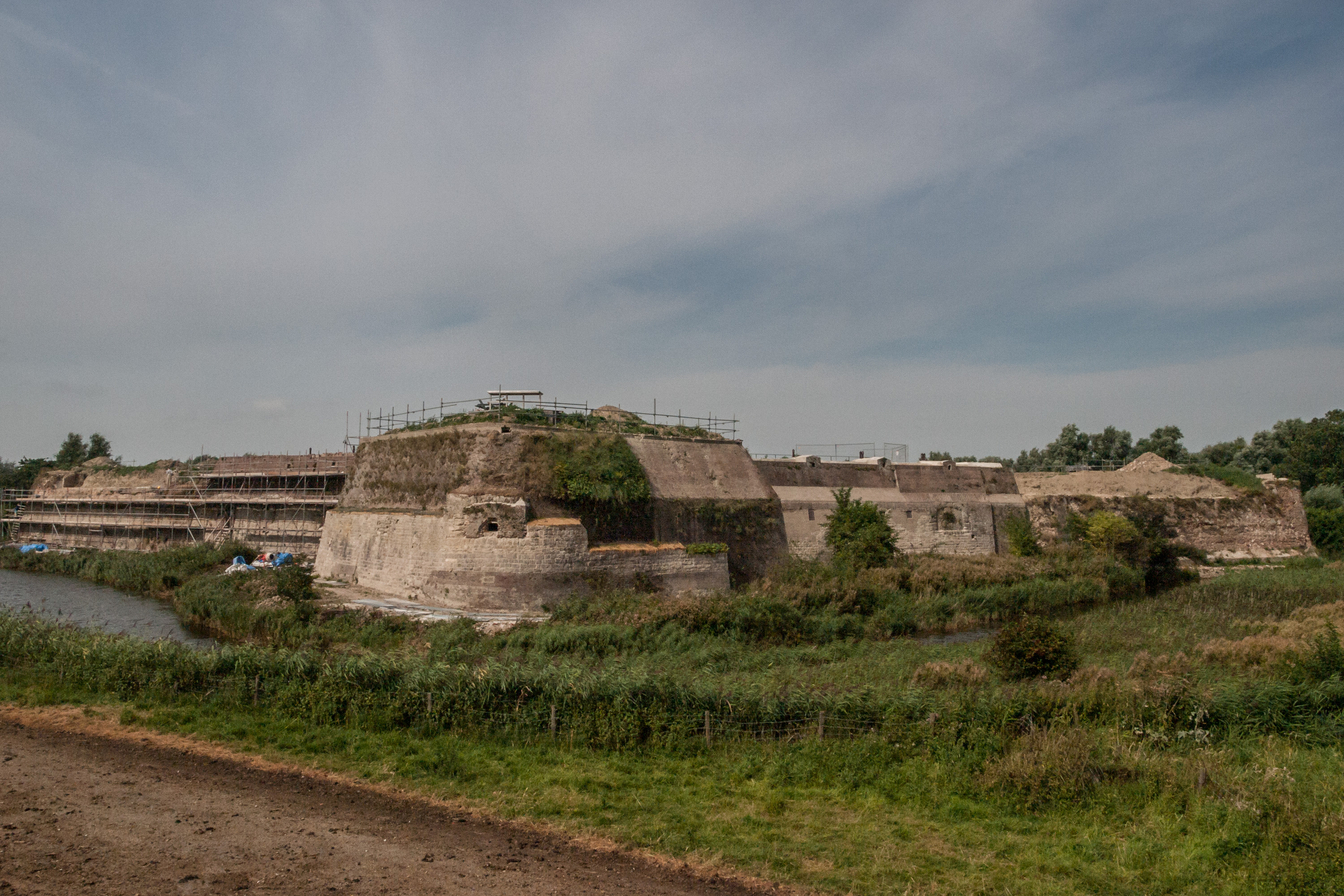
Fort Rammekens in de steigers (zomer 2012)
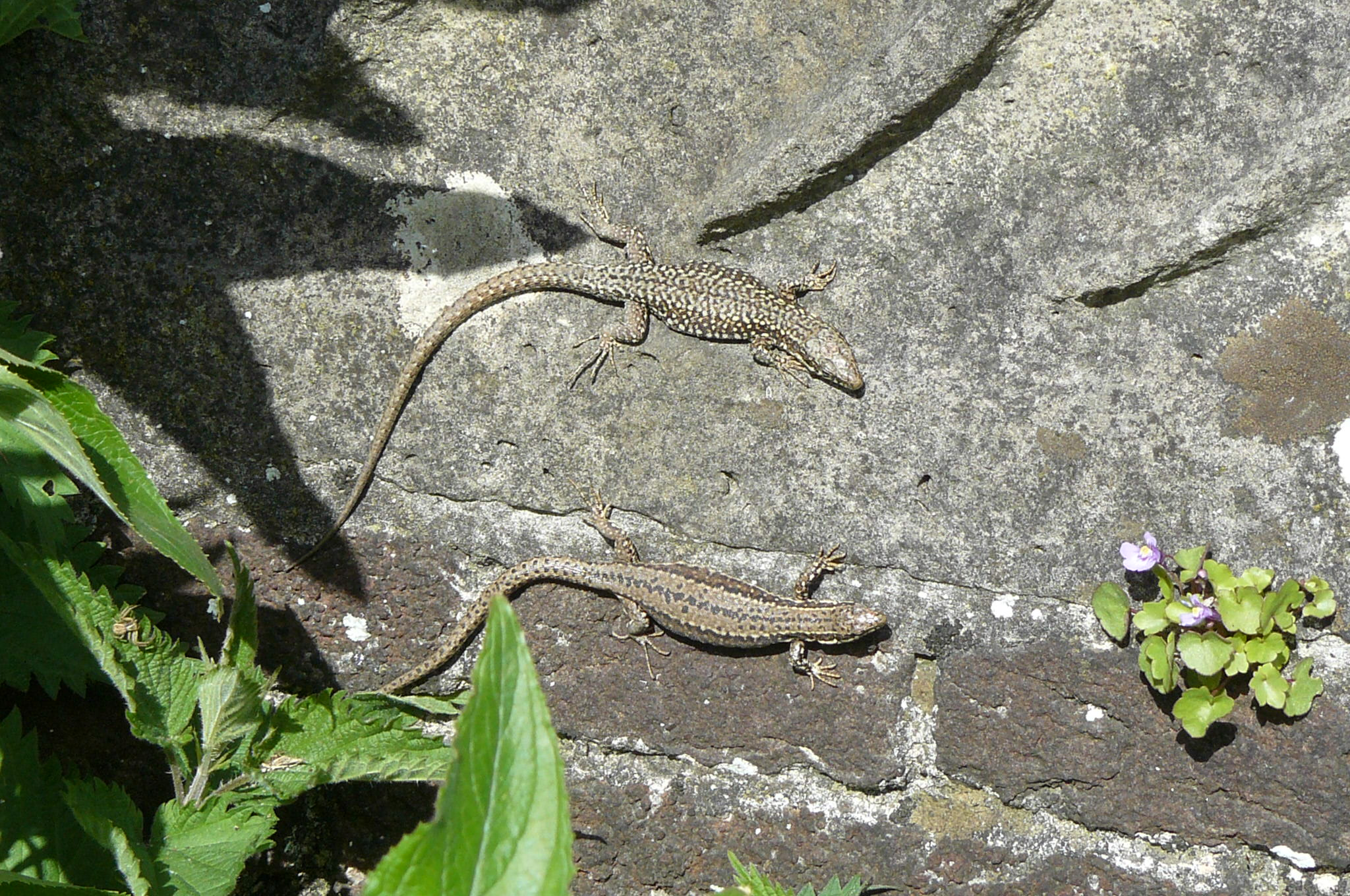
Muurhagedissen op de courtine